# Krasna (Cieszyn)
Krasna (cz. Krásná, niem. Krasna) – część miasta Cieszyna, do 1973 roku samodzielna wieś na Śląsku Cieszyńskim.

## Historia
W Krasnej odkryto ślądy pierwszych społeczności rolniczych jakie pojawiły się na Śląsku Cieszyńskim w IV tysiącleciu p.n.e., związane są one z późną kulturą lendzielską,
Wieś została po raz pierwszy wzmiankowana jako Pulcra villa w dyplomie wystawionym 7 czerwca 1284 przez Wawrzyńca, oficjała biskupiej kurii wrocławskiej w związku ze sporem o dziesięcinę z tej i innych wsi w okolicy Cieszyna pomiędzy Bartłomiejem, kapelanem przy kaplicy zamkowej w Cieszynie, a Dominikiem, prepozytem klasztoru norbertanów w Czarnowąsach. Od 1290 roku Krasna należała do nowo utworzonego Księstwa Cieszyńskiego, będącego od 1327 lennem Królestwa Czech, a od 1526 roku w wyniku objęcia tronu czeskiego przez Habsburgów wraz z regionem aż do 1918 roku w monarchii Habsburgów (potocznie Austrii). W 1610 została podarowana przez księcia Adama Wacława reaktywowanemu klasztorowi Dominikanów w Cieszynie w zamian za utracone podczas Reformacji ogrody przyklasztorne.
W 1900 roku Krasna stanowiła samodzielną gminę obejmującą również Gułdowy o powierzchni 651 hektarów i liczbie mieszkańców 455 zamieszkałych w 59 budynkach, z tego w samej Krasnej bez Gułdów mieszkało 282 osób w 44 domach. Wszyscy byli polskojęzyczni, 218 (77,3%) mieszkańców było katolikami a 64 (22,7%) ewangelikami. Według spisu z 1910 roku Krasna (bez Gułdów) miała już 297 mieszkańców zamieszkałych w 44 budynkach na obszarze 339 hektarów, co dawało gęstość zaludnienia równą 87,6 os./km², z czego wszyscy byli polskojęzyczni, 223 (75,1%) było katolikami a 74 (24,9%) ewangelikami.
Po zakończeniu I wojny światowej tereny, na których leży dzielnica - Śląsk Cieszyński stał się punktem sporu pomiędzy Polską i Czechosłowacją. W 1918 roku na bazie Straży Obywatelskiej miejscowi Polacy utworzyli lokalny oddział Milicji Polskiej Śląska Cieszyńskiego pod dowództwem ob. Józefa Biłko, który podlegał organizacyjnie  1 kompanii w Cieszynie.
W 1997 jednostkę urbanistyczną Krasną zamieszkiwało 525 z 38115 mieszkańców Cieszyna (1,4%).

## Komunikacja
Przez krasną przebiegają trasy autobusów TRANSKOM Skoczów Sp. z o.o., LINEA TRANS i DAS II oraz autobusu ZGK Cieszyn Sp. z o.o. podmiejskiej linii nr 40.

## Szkolnictwo
W Krasnej znajduje się Szkoła Podstawowa nr 7.